# Dear Jessie
«Dear Jessie» es una canción interpretada por la cantante estadounidense Madonna, incluida en su cuarto álbum de estudio Like a Prayer. Compuesta y producida por Madonna y Patrick Leonard, lleva el nombre de la hija de este último, Jessie, que compartió una relación estrecha y maternal con la intérprete, a quien dedicó la canción. Las compañías Sire y Warner Bros. Records la publicaron el 4 de diciembre de 1989 como el quinto sencillo del disco; el lanzamiento se limitó a Europa y Australia y nunca estuvo disponible en los Estados Unidos.
Es una canción de géneros pop psicodélico y pop barroco en la que predominan cuerdas, trompetas, percusión y armonías. La letra es una celebración de la imaginación infantil y evoca un paisaje psicodélico de cuento de hadas en el que habitan elefantes rosas con lunas, limonadas, duendes voladores y sirenas, así como un lugar donde los sueños se hacen realidad. En términos generales, obtuvo comentarios favorables de críticos y periodistas musicales, quienes resaltaron la naturaleza psicodélica e infantil de la canción y compararon la composición con la obra de la banda británica The Beatles.
Desde el punto de vista comercial, se convirtió en el cuarto sencillo de Like a Prayer en llegar a la primera posición de la lista European Airplay Radio de la revista Music & Media. Asimismo, estuvo entre los veinte primeros puestos en Alemania, España, Finlandia, Irlanda, los Países Bajos, Polonia, el Reino Unido y Suiza. El videoclip animado dirigido por Derek Hayes retrata a una pequeña que duerme mientras un hada la observa y, por medio de animaciones, recrea su sueño con una estética de cuento animado. Madonna solamente aparece como el hada en un estilo similar a Tinker Bell.

## Antecedentes y desarrollo
Cuando Madonna empezó a trabajar en su cuarto álbum de estudio Like a Prayer en 1988, pasaba por un momento muy emocional e introspectivo a raíz de su divorcio con el actor Sean Penn y el fracaso crítico y comercial de las películas Shanghai Surprise (1986) y ¿Quién es esa chica? (1987). Sumado a todo ello, había cumplido treinta años, la misma edad que tenía su madre cuando falleció, por lo que experimentó más confusión emocional. En palabras de la periodista y biógrafa Lucy O'Brien: «Madonna encontró en el nuevo álbum un foco para la locura de su divorcio. [...] Hacer el disco fue su salvación». Para Like a Prayer, trabajó con Patrick Leonard y Stephen Bray, sus principales colaboradores creativos, mismos que habían coproducido su anterior proyecto, True Blue (1986). Mientras ella consideraba sus alternativas, los productores individualmente creaban pistas instrumentales e ideas musicales para presentárselas. La relación entre Madonna y Leonard había sido estrecha y productiva, y este último la convenció de crear canciones que fueran experiencias intensamente emocionales.
De esta manera, Leonard componía la música y Madonna escribía las letras; en tan solo dos semanas, ambos crearon «Like a Prayer», «Spanish Eyes», «Till Death Do Us Part», «Promise to Try», «Cherish» y «Dear Jessie». Esta última lleva el nombre de la hija de Leonard, que compartió una relación muy estrecha y maternal con Madonna, a quien dedicó la canción. La canción se grabó —junto con el resto del álbum— entre septiembre de 1988 a enero de 1989 en los estudios Johnny Yuma Recording de Burbank, en California. En una entrevista con la revista británica Smash Hits, el productor comentó que fue Madonna a quien se le ocurrió el verso pink elephants and lemonade y añadió que la música era muy alegre y sonaba «como un niño», con «una actitud» semejante a la música de la banda británica The Beatles, en especial la canción «Dear Prudence» (1968). Sobre la relación entre su hija y la artista, profundizó: «Madonna y Jessie son amigas desde que nació. Ella es casi una madrina. Juegan y bailan. De hecho, en Londres, en la fiesta de cumpleaños de Madonna, bailaron juntas durante unas dos horas. Incluso la emborrachó con champán, casi la mato. Al parecer, Jessie ahora escucha el álbum y anuncia con orgullo "es mi canción"».

## Composición y publicación
«Dear Jessie» es una canción de géneros pop psicodélico y pop barroco en la que predominan cuerdas, trompetas, percusión y armonías. Inicia con el sonido de cuerdas característico de las canciones de Madonna y Leonard, que recuerda a la introducción orquestal de «Papa Don't Preach» de su álbum True Blue (1986). Las voces se entremezclan en el estribillo y durante el puente hay un cambio de tempo y de compás semejante a «A Day in the Life» (1967) de The Beatles, al producirse una ruptura «abrupta» de las cuerdas, mientras de fondo se escucha la risa de un niño. La parte central también presenta influencias de la música del dúo Simon and Garfunkel. La siguiente sección destaca por la presencia de un rasgueo acústico y un interludio de trompeta al estilo de «Penny Lane» (1967) y con un aire «ligeramente» español, con el glissando que evoca los arreglos de cuerdas. La canción va disminuyendo el volumen poco a poco y deja solo a la orquesta, que está ecualizada para que suene más aguda, como si saliera de una radio.
La letra es una celebración de la imaginación infantil y evoca un paisaje psicodélico de cuento de hadas en el que habitan elefantes rosas con lunas, limonadas, duendes voladores y sirenas, así como un lugar donde los sueños se hacen realidad. Rooksby señaló que era una canción «para todas las jóvenes que guardan peluches en sus habitaciones» y agregó que no solo estaba dedicada a la hija de Leonard, que tenía tres años en ese momento, sino que era «una carta al propio niño interior de Madonna». Daryl Easlea, uno de los autores de Madonna: Blond Ambition (2012), compartió el pensamiento de Rooksby al notar que el tema también podía verse «como otro himno al niño interior de Madonna, un refugio a un lugar de felicidad y calma en tiempos de crisis». Según la profesora y autora Patricia Pisters, «Dear Jessie» hacía referencia a una idea recurrente en su obra, esto es, sus reflexiones sobre lo que podría denominarse «la infancia» y, en términos más generales, la «feminidad» como algo «muy productivo».
Las compañías Sire y Warner Bros. Records publicaron «Dear Jessie» el 4 de diciembre de 1989 como el quinto sencillo del álbum, después de «Like a Prayer», «Express Yourself», «Cherish» y «Oh Father». El lanzamiento se limitó únicamente a Australia y Europa y nunca estuvo disponible en los Estados Unidos. La portada fue tomada por el fotógrafo estadounidense Herb Ritts en 1987 y muestra a Madonna luciendo las típicas orejas con lazo del personaje animado Minnie Mouse. «Till Death Do Us Part», otra canción de Like a Prayer, se incluyó como lado B en el vinilo de 7", en el casete y en el pictodisco. Asimismo, salió a la venta un vinilo de 12" y un CD que incluyó —además de «Dear Jessie» y «Till Death Do Us Part»— una versión extendida de «Holiday», sencillo de Madonna de 1983. En el Reino Unido, también estuvo disponible un disco compacto ilustrado de edición limitada que venía acompañado con un póster de Madonna.

## Recepción crítica
En términos generales, «Dear Jessie» obtuvo comentarios favorables de críticos y periodistas musicales. Julius Rohinson de la revista Cash Box la denominó «fantasiosa» y uno de los temas más destacados de Like a Prayer. Iain Blair del Chicago Tribune la citó junto con «Cherish» como «ejemplos de pop puro en su máxima expresión, alegres, positivos y bien elaborados». Christopher Andersen en Madonna, unauthorized (1991) la llamó «una confección psicodélica de carruseles y elefantes rosas», y Matthew Rettenmund la describió como una «extravagancia alucinógena repleta de elefantes rosas y limonadas». Gary Smith de Music & Media, que la calificó como una «canción bonita», comentó que «juega con los modismos del pop psicodélico de los años 1960». Además, añadió que era «el lado justo de lo empalagoso y quizás una elección realmente inspirada a tiempo para la Navidad». Genna Rivieccio de Culled Culture comentó que «su aluvión de arreglos de cuerda y trompetas se combinan para crear la perfecta canción de cuna moderna». El escritor italiano Francesco Falconi la nombró una «nana dulce y jocosa» y resaltó el ambiente «impregnado de una vena de alegría». Kenneth Partridge de Billboard le pareció que «podría haber salido» de Around the World in a Day (1985) del músico Prince y añadió que, al escuchar el tema, «es obvio que Madonna estaba destinada a la maternidad». Igualmente, Robert Dimery —editor del libro 1001 discos que hay que escuchar antes de morir (2005)— mencionó que la psicodelia presente en «Dear Jessie» era una influencia de la obra de Prince. Por su parte, Sergio Ariza Lázaro de Diario Crítico notó que «no desentonaría en el Skylarking de XTC». Matthew Barton de Attitude notó que se apreciaba una «calidez maternal» en «Dear Jessie».
En la biografía de Madonna, Robert Matthew-Walker reconoció que la «instrumentación es tan fascinante que casi desmerece la letra». En Women in Science Fiction and Fantasy: Overviews (2009), Robin Anne Reid indicó que, aunque el tipo de fantasías que Madonna evoca generalmente tienden hacia lo «pervertido y sexual», destacó que se adentrara en «un mundo de sirenas, fuentes de la juventud, duendes y linternas mágicas» en «Dear Jessie». El equipo de redacción de Albumism comentó que canciones como «Dear Jessie» añadían «un hermoso color a la segunda mitad del álbum». En un artículo por el trigésimo aniversario de Like a Prayer, Sebas E. Alonso de Jenesaispop indicó que tanto «Dear Jessie» como «Oh Father» daban al álbum «un sentido de conjunto, autobiográfico, más que para arrasar por separado». Daryl Easlea manifestó que «Dear Jessie» ofrecía algo diferente a Like a Prayer y representó el primer intento de la artista de hacer algo «deliberadamente extravagante», lo cual mostró otra faceta nueva al crear una balada para niños «astuta» y «tremendamente divertida». Concluyó: «"Dear Jessie" fue otro gran éxito que retrató a Madonna como un alma bondadosa y amante de los niños, muy lejos de los corsés y las cruces de antaño». Mike Wass de Idolator lo consideró no solo uno de los temas más destacados de Like a Prayer, sino uno de los sencillos más infravalorados de su carrera.

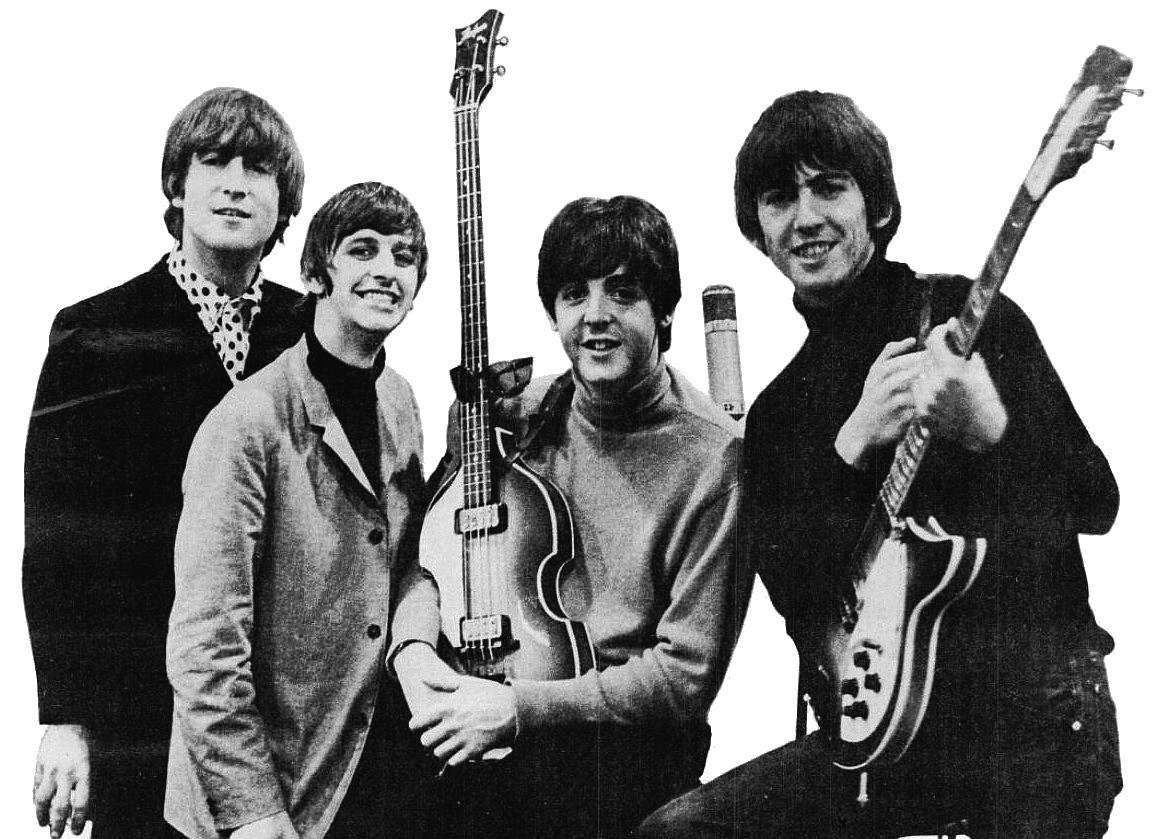
Numerosos críticos compararon «Dear Jessie» con la obra de la banda británica The Beatles

Numerosos críticos compararon «Dear Jessie» con la obra de The Beatles. En este sentido, Jonathan Takiff de Lakeland Ledger, que la denominó una «canción infantil ricamente orquestada», señaló que podría haber encajado «fácilmente» en la banda sonora de Yellow Submarine (1969); Tony Power de Blender la comparó con «Strawberry Fields Forever»; y el biógrafo Mark Bego sostuvo que se asemejaba al sonido de Sgt. Pepper's Lonely Hearts Club Band (1967), opinión que compartieron J. D. Considine de Rolling Stone, Sal Cinquemani de Slant Magazine y Enda Gundersen de USA Today. De la revista Spin, Joe Levy le pareció «increíble» y sugirió que sonaba como «Prince haciendo Sgt. Pepper's». Por su parte, Gabriel Orqueda de la revista Silencio la definió como la «Eleanor Rigby» (1966) de Madonna, y Stephen Holden de The New York Times señaló que ofrecía «una elegante muestra de psicodelia» al estilo de los últimos trabajos de la banda. No tan distante, Matthew-Walker agregó que tenía un «encanto neopsicodélico» al estilo de la agrupación. Por su parte, Maura Johnston de Pitchfork opinó que había una tendencia a sonar «a lo Beatles» porque estaba de moda en aquella época. Chris Willman de Los Angeles Times sostuvo que tenía un estilo semejante al trabajo de Paul McCartney, mientras que el autor Frank Lloyd agregó que examinaba especialmente los arreglos del productor George Martin, Descrita como una canción infantil «sentimental pero encantadora», Rikky Rooksby agregó que no solo recordaba a The Beatles por el interludio de trompetas, sino también a Queen en sus momentos «más alegres». Nick Levine de Vice concluyó que, «con sus letras como de kínder sobre "elefantes rosas y limonada" y su melodía dulce y psicodélica, como de los Beatles, "Dear Jessie" sigue siendo uno de sus sencillos más agradables».
En un comentario menos favorable, Lucy O'Brien la catalogó como una «canción de cuna un poco empalagosa» en la que Madonna se remonta a una «inocencia infantil», pero sintió que se había «excedido en la elaboración de imágenes», razón por la cual prefirió las siguientes canciones de cuna que la artista había compuesto posteriormente para álbumes como Bedtime Stories (1994) y American Life (2003). Peter B. King de The Pittsburgh Press percibió que la canción intentaba lo que ya se había convertido «en un cliché: el pastiche de la psicodelia británica de los años 60». Asimismo, sintió que Oranges & Lemons (1989) de XTC había sido un «intento mucho más exitoso» que «Dear Jessie». Robert Christgau otorgó una opinión negativa y la tachó de «psicodelia infantil asquerosa». El sitio Chart Beats la clasificó en el 126.º puesto de las 250 mejores canciones de 1989. En reseñas retrospectivas, «Dear Jessie» figuró en varias listas de los temas más destacados de Madonna, tales como Billboard, Chart Beats, Parade, PinkNews, Slant Magazine, The Guardian y The Spinoff, entre otros.

## Recepción comercial
En la revista Music & Media, «Dear Jessie» ingresó en la lista European Airplay Top 50 el 16 de diciembre de 1989 en el vigésimo tercer puesto, lo que supuso el mayor debut de la semana. Poco más de un mes después, subió hasta lo más alto del conteo, por lo que se convirtió en el cuarto sencillo del álbum en lograr tal hazaña, después de «Like a Prayer», «Express Yourself» y «Cherish». En la lista principal Eurochart Hot 100 Singles, que recopila los sencillos más vendidos de la semana en dieciséis países del continente, ingresó en el trigésimo tercer lugar el 23 de diciembre de 1989 y fue el segundo mayor debut en esa edición; en su tercera semana, ascendió hasta el noveno lugar, lo que representó el decimoséptimo top diez de la artista, de un total de veintidós entradas en ese momento, y estuvo presente nueve semanas en total.
En el Reino Unido, ingresó en la novena posición del UK Singles Chart el 16 de diciembre de 1989 y ascendió a la quinta el 30 de ese mes; permaneció en ese puesto tres semanas consecutivas, mientras que nueve en total. Fue el 97.º sencillo más vendido del año y el 1 de enero de 1990 recibió un disco de plata por parte de la Industria Fonográfica Británica (BPI, por sus siglas en inglés) tras vender 200 000 copias; para 2010, había superado las 255 000 unidades y se convirtió en la 28.ª canción más exitosa de Madonna en el país. La canción ocupó los diez primeros en Irlanda (tercer puesto) y en Polonia (quinto puesto); en otros territorios como Alemania, Austria, España, Finlandia, los Países Bajos y Suiza, estuvo entre los treinta principales. La recepción fue menor en la región Flamenca de Bélgica, donde estuvo cinco semanas en la lista, tres de ellas en el puesto 41, y en Australia, donde quedó fuera del top 50 y se mantuvo dos semanas seguidas en el número 51 del conteo oficial Australian Top 50.

## Vídeo musical
El videoclip animado de «Dear Jessie» fue dirigido por Derek Hayes y producido por Animation City, una compañía con sede en Londres (Inglaterra). La cantante no aparece en él, sino que personifica a un hada en un estilo parecido a Tinker Bell y se muestran los elefantes rosas y las limonadas que se mencionan en la letra. Animation City utilizó una fotografía de Jessie para realizar la animación del personaje de la niña; Leonard declaró que «no se me parece en nada a Jessie, pero querían una foto de ella para el vídeo». Si bien Madonna ya había aparecido como un personaje animado en la introducción de su película ¿Quién es esa chica? (1987), fue la primera vez que se utilizó la animación en uno de sus vídeos musicales, concepto que repetiría años después para el sencillo «Music» (2000).
El vídeo retrata a una pequeña durmiendo mientras el hada la observa y, por medio de animaciones, recrea su sueño con una estética de cuento animado. A continuación, la acción real incorpora violines dibujados a mano que salen de una radio. La animación recrea de manera literal lo que Madonna describe en la canción, como los versos Ride the rainbow to the other side / Catch a falling star and then take a ride / To the river that sings and the clover that brings good luck to you / It's all true («Cabalga el arcoíris hacia el otro lado, atrapa una estrella fugaz y luego da un paseo hacia el río que canta y el trébol que te trae buena suerte, todo es verdad»). En las siguientes escenas, animales y otros personajes —entre ellos Humpty Dumpty— salen de un portal similar al de Alicia en el país de las maravillas en la habitación de la niña y, a mitad del vídeo, la interrupción de una trompeta permite que los instrumentos ocupen el centro del escenario. Hacia el final, los violones vuelven a la radio, lo que indica que ha concluido el trabajo de entretener a la pequeña en el «país de los sueños».
Si bien «Dear Jessie» se distribuyó fuera de los Estados Unidos, se emitió posteriormente en la televisión de aquel país en retrospectivas ocasionales de Madonna. Además, figuró en el VHS promocional She's Breathless, publicado por WEA Records UK en julio de 1990. Genna Rivieccio de Culled Culture observó similitudes del vídeo de «Dear Jessie» en el de «Hallucinate» (2020) de la cantante británica Dua Lipa. En este sentido, declaró: «Lipa, que no ha dudado en mirar a Madonna (y en particular a su álbum Confessions on a Dance Floor de 2005) en busca de inspiración para la grabación y estética de Future Nostalgia, ofrece una realidad psicodélica alternativa similar en "Hallucinate". Aunque no se trate de una canción dirigida a menores de diez años, no deja de ser un tema lleno de fantasía, incluidos los necesarios arcoíris y unicornios». Descrito como un «desfile de amor animado», Louis Virtel de Logo lo incluyó en el puesto 47 de los 55 mejores vídeos de Madonna. Por el contrario, Gavin Scott, de Chart Beats, criticó la mala calidad y lo calificó como «el peor vídeo de Madonna de todos los tiempos».

## Lista de canciones y formatos
| 7" / Casete |                                             |          |  |
| N.º         | Título                                      | Duración |  |
| 1.          | «Dear Jessie» (versión del álbum)           | 4:20     |  |
| 2.          | «Till Death Do Us Part» (versión del álbum) | 5:16     |  |

| 12" / CD |                                             |          |  |
| N.º      | Título                                      | Duración |  |
| 1.       | «Dear Jessie» (versión del álbum)           | 4:20     |  |
| 2.       | «Till Death Do Us Part» (versión del álbum) | 5:16     |  |
| 3.       | «Holiday» (versión de 12")                  | 6:08     |  |

## Posicionamiento en listas
| País/Continente   | Lista (1989-1990)          | Posición más alta |
| ----------------- | -------------------------- | ----------------- |
| Alemania          | Offizielle Deutsche Charts | 19                |
| Australia         | Australian Top 50          | 51                |
| Austria           | Ö3 Austria Top 40          | 21                |
| Bélgica (Flandes) | Ultratop                   | 41                |
| España            | AFYVE                      | 17                |
| Europa            | Eurochart Hot 100 Singles  | 9                 |
| Europa            | European Airplay Top 50    | 1                 |
| Finlandia         | Suomen virallinen lista    | 13                |
| Irlanda           | IRMA                       | 3                 |
| Países Bajos      | Nederlandse Top 40         | 25                |
| Países Bajos      | Single Top 100             | 17                |
| Polonia           | LP3                        | 5                 |
| Reino Unido       | UK Singles Chart           | 5                 |
| Suiza             | Schweizer Hitparade        | 16                |

| País        | Lista (1989)               | Posición |
| ----------- | -------------------------- | -------- |
| Reino Unido | UK Singles Chart           | 97       |
| País        | Lista (1990)               | Posición |
| Alemania    | Offizielle Deutsche Charts | 94       |

## Certificaciones y ventas
| País (organismo certificador) | Certificación | Unidades certificadas / Ventas |
| ----------------------------- | ------------- | ------------------------------ |
| Reino Unido (BPI)             | Plata         | 255 000                        |

## Créditos y personal

### Dirección
- Grabación en Johnny Yuma Recording (Burbank)
- Mezcla en Smoke Tree Studios (Chatsworth)
- Masterización en Masterdisk (Nueva York).

### Personal
- Madonna: voz, composición, producción
- Patrick Leonard: composición, producción
- Bill Bottrell: ingeniería, mezcla
- Michael Vail Blum: ingeniería adicional
- Robert Salcedo: asistente de ingeniería
- Stacy Baird: asistente de ingeniería
- Joe Schiff: asistente de ingeniería
- Bob Ludwig: masterización
- Herb Ritts: fotografía
- Ryan Art: diseño

Créditos adaptados de las notas del sencillo en CD de «Dear Jessie» y del álbum Like a Prayer.